# إيست إليجي
إيست إليجي (بالإنجليزية: East Ellijay, Georgia)‏ هي مدينة تقع في مقاطعة غيلمر، جورجيا بولاية جورجيا في الولايات المتحدة. تبلغ مساحة هذه المدينة 5.1 (كم²)، وترتفع عن سطح البحر 388 م، بلغ عدد سكانها 546 نسمة في عام 2010 حسب إحصاء مكتب تعداد الولايات المتحدة.

## وصلات خارجية
- Cities & Counties - Georgia.gov